# Ronald Pickup
Ronald Alfred Pickup (Chester, 7 giugno 1940 – Camden, 24 febbraio 2021) è stato un attore britannico, attivo principalmente in campo televisivo e teatrale.

## Biografia
Complessivamente, tra cinema e televisione, partecipò a circa 130 produzioni, a partire dalla metà degli anni sessanta. Tra i suoi ruoli principali, figurano, tra l'altro, quello di Giuseppe Verdi nello sceneggiato televisivo Verdi (1982), quello di Albert Einstein nella miniserie televisiva Einstein (1986), quello di Lord Charles Byrne nella serie televisiva Holby City (2002-2007), ecc. Fu sposato con l'attrice Lans Traverse, da cui ebbe i due figli Simon e Rachel, attrice, con la quale è comparso in due episodi della serie tv L'ispettore Barnaby. 
Pickup è morto nel febbraio del 2021 all'età di ottant'anni dopo una lunga malattia.

## Filmografia parziale

### Cinema
- Three Sisters, regia di Laurence Olivier e John Sichel (1970)
- Il giorno dello sciacallo (The Day of the Jackal), regia di Fred Zinnemann (1973)
- La perdizione (Mahler), regia di Ken Russell (1974)
- Joseph Andrews, regia di Tony Richardson (1977)
- I 39 scalini (The Thirty-Nine Steps), regia di Don Sharp (1978)
- Zulu Dawn, regia di Douglas Hickox (1979)
- Nijinsky, regia di Herbert Ross (1980)
- Mai dire mai (Never Say Never), regia di Irvin Kershner (1983)
- Mission (The Mission), regia di Roland Joffé (1986)
- Quarto protocollo (The Fourth Protocol), regia di John Mackenzie (1987)
- Un'arida stagione bianca (A Dry White Season), regia di Euzhan Palcy (1989)
- Bethune: Il mitico eroe (Bethune: The Making of a Hero), regia di Phillip Borsos (1990)
- Shogun Mayeda, regia di Gordon Hessler (1991)
- Killer per caso, truffatore per scelta (Bring Me the Head of Mavis Davis), regia di John Henderson (1997)
- Lolita, regia di Adrian Lyne (1997)
- Le valigie di Tulse Luper - La storia di Moab (The Tulse Luper Suitcases, Part 1: The Moab Story), regia di Peter Greenaway (2003)
- Evilenko, regia di David Grieco (2004)
- Secret Passage, regia di Ademir Kenović (2004)
- Il miracolo di Natale di Jonathan Toomey (The Christmas Miracle of Jonathan Toomey), regia di Bill Clark (2007)
- Dark Floors, regia di Pete Riski (2008)
- Prince of Persia - Le sabbie del tempo (Prince of Persia: The Sands of Time)), regia di Mike Newell (2010)
- Marigold Hotel, regia di John Madden (2012)
- Ritorno al Marigold Hotel (The Second Best Exotic Marigold Hotel), regia di John Madden (2015)
- L'ora più buia (Darkest Hour), regia di Joe Wright (2017)

### Televisione
- Doctor Who - serie TV, 1 episodio (1964)
- The Dragon's Opponent - serie TV (1973)
- Jennie: Lady Randolph Churchill - miniserie TV (1974)
- The Fight Against Slavery - miniserie TV (1975)
- 2nd House - serie TV, 1 episodio (1976)
- Tropic - serie TV, 6 episodi (1979)
- Diamonds - serie TV, 1 episodio (1981)
- Ivanhoe, regia di Douglas Camfield (1982) - film TV
- The Letter, regia di John Erman - film TV (1982)
- Verdi - sceneggiato TV (1982)
- Wagner - miniserie TV (1983)
- Waters of the Moon, regia di Piers Haggard - film TV (1983)
- Crown Court - serie TV, 1 episodio (1984)
- Pope John Paul II, regia di Herbert Wise - film TV (1984)
- Camille, regia di Desmond Davis - film TV (1984)
- Puccini, regia di Tony Palmer - film TV (1984)
- Moving - serie TV, 6 episodi (1985)
- Einstein - miniserie TV (1986)
- Unnatural Causes - serie TV, 1 episodio (1986)
- Fortunes of War - miniserie TV (1987)
- The Attic: The Hiding of Anne Frank, regia di John Erman - film TV (1988)
- Le cronache di Narnia (The Chronicles of Narnia) – serie TV, 12 episodi (1988-1990) – voce Aslan
- Behaving Badly - miniserie TV (1989)
- Not with a Bang - serie TV, 7 episodi (1990)
- A Murder of Quality, regia di Gavin Millar - film TV (1991)
- The Golden Years, regia di Paul Bryers - film TV (1992)
- A Time to Dance - miniserie TV (1992)
- The Rector's Wife - serie TV, 4 episodi (1994)
- Medics - serie TV, 2 episodi (1994)
- Rossella - miniserie TV (1994)
- Milner, regia di John Strickland - film TV (1994)
- Capital Lives - serie TV, 1 episodio (1995)
- Blackhearts in Battersea - serie TV, 6 episodi (1995-1996)
- Ruth Rendell Mysteries - serie TV, 2 episodi (1996)
- Hetty Wainthropp Investigates - serie TV, 1 episodio (1997)
- Ivanhoe - miniserie TV (1997)
- Dalziel and Pascoe - serie TV, 1 episodio (1999)
- In the Beginning - In principio era (In the Beginning) - miniserie TV (2000)
- Cambridge Spies - miniserie TV (2003)
- Feather Boy - serie TV, 6 episodi (2004)
- Holby City - serie TV, 22 episodi (2002-2007)
- L'ispettore Barnaby (Midsomer Murders) - serie TV, episodi 6x04-11x05 (2003-2008)
- The Jury II - serie TV, 5 episodi (2011)
- Young Dracula - serie TV, 5 episodi (2014)
- L'amore e la vita - Call the Midwife (Call the Midwife) – serie TV, episodio 4x0 (2014)
- Downton Abbey – serie TV, episodio 6x03 (2015)
- Vera – serie TV, episodio 6x01 (2016)
- The Crown – serie TV, 4 episodi (2016)

## Premi e riconoscimenti
- 1984: Nomination ai BAFTA Awards come miglior attore per Waters of the Moon[5]

## Doppiatori italiani
Nelle versioni in italiano delle opere in cui ha recitato, Ronald Pickup è stato doppiato da:
- Massimo De Francovich in Enrico VIII
- Mino Caprio in Mission
- Raffaele Uzzi in Un'arida stagione bianca
- Dario Penne in Prince of Persia - Le sabbie del tempo
- Carlo Valli in Marigold Hotel, Ritorno al Marigold Hotel
- Gianni Marzocchi in Verdi[6]
- Sergio Graziani in Evilenko[7]
- Gianni Giuliano in L'amore e la vita - Call the Midwife
- Saverio Moriones ne L'ora più buia
- Antonio Paiola in The Crown (ep. 1x01, 1x03, 1x10)
- Pietro Biondi in The Crown (ep.1x05)
- Roberto Draghetti in Le cronache di Narnia (serie televisiva)